# Ляпін Федір Дем'янович
Федір Дем'янович Ляпін (4 травня 1907, місто Луганськ, тепер Луганської області — 20 лютого 1992) — український радянський діяч, 1-й секретар Лисичанського райкому і міськкому КП(б)У Ворошиловградської області. Депутат Верховної Ради УРСР 3-го скликання.

## Біографія
Народився в родині робітника. З 1919 року навчався в школі фабрично-заводського навчання в місті Луганську, працював робітником.
Член ВКП(б) з 1927 року.
З 1929 року — студент Московського енергетичного інституту.
Після закінчення інституту працював начальником електричного цеху Ворошиловградської фабрики імені Ворошилова Ворошиловградської області. 
Під час німецько-радянської війни працював заступником директора комбінату імені Дзержинського в місті Фергані Узбецької РСР.
У 1944 — 1948 роках — секретар партійного комітету КП(б)У Ворошиловградського патронного заводу № 270.
У 1948 — січні 1950 року — секретар Ворошиловградського міського комітету КП(б)У Ворошиловградської області.
З січня 1950 по серпень 1952 року — 1-й секретар Лисичанського районного комітету КП(б)У Ворошиловградської області.
2 серпня 1952 — 27 листопада 1954 року — 1-й секретар Лисичанського міського комітету КП(б)У Ворошиловградської області.

## Нагороди
- орден Трудового Червоного Прапора (23.01.1948)
- ордени
- медалі